# 哈拉萊斯 (新墨西哥州)
哈拉萊斯（英語：Jarales）是位於美國新墨西哥州巴倫西亞縣的普查規定居民點。

## 人口
根據2020年美國人口普查的數據，哈拉萊斯的面積為22.58平方千米，皆為陸地。當地共有人口2042人，而人口密度為每平方千米90.43人。